# مرض قلبي لازراقي
يتسم المرض القلبي اللازراقي بمستويات طبيعية من تشبع الأُكسي هيموجلوبين في الدورة الدموية الكبرى. وتكون التحويلات من الجانب الأيسر إلى الجانب الأيمن من القلب، بينما تكون التحويلات في المرض القلبي الزراقي من الجانب الأيمن إلى الجانب الأيسر مما يقلل من مستوى تشبع الأكسجين.
تشمل أمراض القلب التي تكون فيها التحويلات من الجانب الأيسر إلى الجانب الأيمن عيب الحاجز البطيني أو (في إس دي) (يمثل 30% من جميع أمراض القلب الخِلقِية) والقناة الشريانية المفتوحة أو (بي دي إيه) وعيب الحاجز الأذيني أو (إيه إس دي)، وعيب الحاجز الأذيني البطيني أو (إيه في إس دي).
تشمل أمراض القلب اللازراقية دون تحويلة الاعتلالات التالية، التضيق الرئوي وتضييق الصمام الرئوي وتضيق الصمام الأبهري وتضيق الأبهر.